# Marja Nordin
Marja Nordin, född 15 december 1931 i Helsingborg, död 8 oktober 2003 i Laholm, var en svensk textilkonstnär. Hon blev känd för sina monumentala batikkonstverk och textilmålningar.

## Biografi
Marja Nordin föddes i Helsingborg men växte upp i Halmstad och Jönköping. Därefter flyttade hon till Stockholm för studier och arbete. År 1964 flyttade hon vidare till Lund där hon hade bostad och ateljé på Laboratoriegatan. Under sitt sista levnadsår bodde hon i Laholm.
Marja Nordin utbildade sig på Konstfackskolan 1952–1954. Senare kom hon att arbeta enbart med textil och deltog i flera kurser, bland annat på Nyckelviksskolan för Carl Malmsten 1962 och i batik och färglära hos Gösta Sandberg 1952–1954. På senare år lärde hon sig måla på såväl siden som linne och gick en kurs i tillverkning av planglas för blyinfattning på Konstfack 1981. Hon deltog i många jurybedömda utställningar: Liljevalchs Form Fantasi 1964, Vikingsbergs konstmuseums i Helsingborg utställningar Ting 71 (1971), Ting 84 samt Ting 88. På Form/Design Center i Malmö 1979, Kalmar läns museum 1983 och Stadshallen i Lund 1996 visades hennes alster. Eftersom hon var aktiv medlem i Konstnärernas kollektivverkstad i Malmö som drev Galleri Loftet visade hon ofta sina textila verk i olika utställningar med olika teman, såsom Konst i offentlig miljö 1985, Cirkeln 1985, Kläder och smycken 1987.
Utomlands visade hon sina textila alster på flera separatutställningar, bland annat i Worcester Center for Crafts, USA 1963. I samlingsutställningar arrangerade av World Crafts Council visade hon textila verk i storformat bland annat i Dublin 1970, Istanbul 1972, Toronto 1974, Kolding 1974, Dublin 1974, Oaxtepec i Mexiko 1976, Wien 1980, Dublin 1983 och Bryssel på 1980-talet.
Marja Nordin hämtade inspiration till sin konst vid många utlandsresor, bland annat till Egypten, Peru, USA, Mexiko och Sri Lanka. Vid flera tillfällen representerade hon Sverige vid World Crafts Councils stora möten ute i världen. Hennes alster finns i många offentliga miljöer: kyrkor, banker, sjukhus och läkarmottagningar. Kyrkan i Knästorp utanför Lund beställde 1970 ett antependium och en mässkrud i blålila råsiden och i Våxtorps kyrka finns sedan 2004 en mässkrud i limegrönt linne med citrongult sidenfoder, tillverkad av Marja Nordin.
Marja Nordins motivkrets präglas av ornament i stora, cirkulära former och formspråk hämtat ur naturupplevelser, växter och stämningar. Flera av de stora utsmyckningarna har mandorlaliknande former som dominerar ytorna. Verken har namn som Vision, Flykt, Kosmos, Vågspel, Fyrverkeri, Kvist, Blomsteräng, Spegling, Ruta och Fågel Fenix. Färgskalan går ofta i mjuka gröna toner med gula inslag i ornamenten. Grågröna toner blandas med ljusare nyanser och de stiliserade formerna känns mycket stabila och slutna i sin form.
Marja Nordin dog i Laholm 2003 och är begravd på Våxtorps kyrkogård.